# UN Women
Entitet Ujedinjenih naroda za ravnopravnost spolova i osnaživanje žena, poznat i kao UN Women, tijelo je Ujedinjenih naroda koje radi na osnaživanju žena.
UN Women je započeo s radom u siječnju 2011. Predsjednica Čilea Michelle Bachelet bila je inauguracijska izvršna direktorica. SAdašnja izvršna direktorica je Sima Sami Bahous, čiji je mandat započeo 2021. godine. Kao i ranije s UNIFEM-om, UN Women je članica Razvojne skupine Ujedinjenih naroda.

## Povijest
Kao odgovor na rezoluciju Generalne skupštine UN-a 63/311, glavni tajnik je u siječnju 2010. predstavio izvješće A/64/588, pod naslovom Sveobuhvatni prijedlog zajedničkog subjekta za ravnopravnost spolova i osnaživanje žena. U svom izvješću glavni tajnik je odlučio je da bi novi entitet, umjesto da oslobodi ostale dijelove sustava Ujedinjenih naroda odgovornosti za doprinos promicanju ravnopravnosti spolova i osnaživanju žena, trebao nastojati izoštriti fokus i utjecaj spola aktivnosti jednakosti u cijelom sustavu Ujedinjenih naroda. Osim toga, glavni tajnik Ban Ki-moon procijenio je da je za operativne troškove i kapacitete "pokretanja" na razini zemlje, regije i sjedišta potrebno oko 125 milijuna dolara godišnje. Štoviše, dodatnih 375 milijuna USD godišnje bilo je potrebno u početnoj fazi kako bi se odgovorilo na zahtjeve programske potpore na razini zemlje.
Nakon višegodišnjih pregovora između država članica UN-a, ženskih skupina i civilnog društva, 2. srpnja 2010. godine Opća skupština je jednoglasno usvojila rezoluciju 64/289, stvarajući tako UN Women spajanjem Odjela za napredak žena (DAW); Međunarodnog instituta za istraživanje i usavršavanje za napredak žena (INSTRAW, osnovan 1976.); ureda Posebnog savjetnika za rodna pitanja i napredak žena (OSAGI, osnovan 1997.) i Razvojnog fonda Ujedinjenih naroda za žene (UNIFEM, osnovan 1976.). Prilikom osnivanja UN Women glavni tajnik Ban Ki-moon najavio je da je "zahvalan državama članicama što su učinile ovaj veliki korak naprijed za žene i djevojke u svijetu. UN Women će značajno pojačati napore UN-a na promicanju ravnopravnosti spolova, proširiti mogućnosti i boriti se protiv diskriminacije širom svijeta."
Dana 14. rujna 2010. objavljeno je da je bivša predsjednica Čilea Michelle Bachelet imenovana za voditeljicu UN Women. Različite zemlje podržale su stvaranje tijela i pozdravile Bacheleta kao šefa. Tijekom Opće rasprave na otvaranju 65. Opće skupštine Ujedinjenih naroda, svjetski čelnici pohvalili su stvaranje tijela i njegovu namjeru da "osnaži žene", kao i pozdravili Bacheletovu poziciju uvodničarke. 11. ožujka 2011. godine John Hendra iz Kanade i Lakshmi Puri iz Indije imenovani su za prve zamjenike izvršnih direktora na razini pomoćnika glavnog tajnika UN-a.
Odredbe utvrđene rezolucijom 63/311 o koherentnosti na cijelom sustavu, koju je Opća skupština usvojila 2. listopada 2010., predstavljale su nacrt za UN Women. Nastojeći ojačati institucionalne aranžmane Ujedinjenih nacija za ravnopravnost spolova i osnaživanje žena, rezolucija 63/311 podržala je konsolidaciju četiri različita dijela sustava UN-a koji su se usredotočili isključivo na ravnopravnost spolova i osnaživanje žena u složeni entitet koji će voditi Pod Glavni tajnik. Štoviše, rezolucija je zahtijevala da glavni tajnik izradi prijedlog u kojem se navodi misija sastavnog entiteta i njegovi organizacijski aranžmani, uključujući organizacijsku shemu, financiranje i izvršni odbor za nadzor njegovih operativnih aktivnosti.
Glumica Melania Dalla Costa je bila lice kampanje Ujedinjenih naroda ( UNICRI ) za borbu protiv nasilja nad ženama 2019. godine koja se održala 25. studenog na Međunarodni dan borbe protiv nasilja nad ženama. Kampanju je vodio fotograf Dimitri Dimitracacos.

## Struktura i funkcioniranje
Rezolucijom 64/289 određeno je da bi entitet trebao voditi zamjenik glavnog tajnika, kojeg bi trebao imenovati glavni tajnik u dogovoru s državama članicama, na mandat od četiri godine, s mogućnošću produženja za jedan mandat.
Organizacijom upravlja višeslojna međuvladina struktura upravljanja zadužena za pružanje normativnih i operativnih smjernica politike. Opća skupština, Ekonomsko i socijalno vijeće i Povjerenstvo za položaj žena (CSR) čine upravljačku strukturu koja utvrđuje vodeća načela normativne politike entiteta. Međuvladina upravljačka struktura zadužena za pružanje smjernica operativne politike UN Women uključuje Opću skupštinu, Ekonomsko i socijalno vijeće i Izvršni odbor organizacije. Potonji se sastoji od četrdeset i jednog člana koje bira Ekonomsko i socijalno vijeće na mandat od tri godine, a raspoređeni su na sljedeći način:
- Deset iz skupine afričkih država
- Deset iz skupine azijskih država
- Četiri iz skupine istočnoeuropskih država
- Šestorica iz skupine država Latinske Amerike i Kariba
- Pet iz skupine zapadnoeuropskih i drugih država
- Šest iz tzv. "Contributing countries".

Četiri mjesta bit će odabrana među deset najvećih pružatelja dobrovoljnih osnovnih doprinosa UN Women. Preostala dva mjesta bit će dodijeljena dvjema zemljama u razvoju koje nisu članice Odbora za razvojnu pomoć Organizacije za ekonomsku suradnju i razvoj (DAC/OECD). Ove dvije zemlje odabrat će zemlje u razvoju koje nisu članice Odbora za razvojnu pomoć među deset najboljih pružatelja dobrovoljnih osnovnih doprinosa entitetu.
Sredstva potrebna za financiranje svih normativnih procesa pribavljaju se iz redovitog proračuna entiteta i odobrava ih Opća skupština, dok se proračun za operativne procese i aktivnosti službi na svim razinama financira iz dobrovoljnih doprinosa i odobrava Izvršni odbor UN Women.

### Sadašnji sastav Izvršnog odbora
Izvršni odbor 2020. sastoji se od:
- Afrika: Angola, Burundi, Demokratska Republika Kongo, Ekvatorijalna Gvineja, Gana, Kenija, Madagaskar, Maroko, Nigerija i Sijera Leone.
- Azijsko-pacifički regija: Bangladeš, Kina, Indija, Indonezija, Japan, Kazahstan, Libanon, Mongolija, Nepal, Republika Koreja i Saudijska Arabija.
- Istočna Europa: Gruzija, Mađarska, Litva i Rusija.
- Latinska Amerika i Karibi: Argentina, Brazil, Čile, Kolumbija, Kuba i Meksiko.
- Zapadna Europa i druge države: Belgija, Kanada, Njemačka, Novi Zeland, Švicarska.
- Zemlje suradnice: Finska, Senegal, Švedska, Turska, Ujedinjeno Kraljevstvo, Sjedinjene Američke Države.

Mandat i funkcije UN Women sastoje se od konsolidiranih mandata i funkcija Ureda posebnog savjetnika za rodna pitanja i napredak žena, Odjela za napredak žena, Fonda Ujedinjenih naroda za razvoj žena i Međunarodnog istraživanja i Zavod za osposobljavanje za napredak žena. Osim toga, entitet mora voditi, koordinirati i promicati odgovornost sustava Ujedinjenih naroda u svom radu na ravnopravnosti spolova i osnaživanju žena. Cilj UN Women je "pojačati, a ne zamijeniti napore drugih dijelova sustava UN-a (poput UNICEF-a, UNDP-a i UNFPA-e ), koji će i dalje imati odgovornost raditi na postizanju ravnopravnosti spolova i osnaživanju žena u svojim područjima stručnosti. "
U skladu s odredbama rezolucije 64/289, UN Women će raditi u okviru Povelje UN- a, Pekinške deklaracije i Platforme za djelovanje, uključujući njezinih dvanaest kritičnih područja zabrinutosti i ishoda dvadeset i treće posebne sjednice Opća skupština, kao i drugi primjenjivi instrumenti, standardi i rezolucije UN-a koji se bave ravnopravnošću spolova te osnaživanjem i napretkom žena.
Glavna tematska područja rada UN Women uključuju:
- Vodstvo i političko sudjelovanje[13]
- Ekonomsko osnaživanje[14]
- Prekid nasilja nad ženama[15]
- Humanitarna akcija[16]
- Mir i sigurnost[17]
- Upravljanje i nacionalno planiranje[18]
- Agenda za održivi razvoj do 2030. godine[19]
- HIV i SIDA[20]

Krajem 2013., niz oglasa, koje je Ogilvy &amp; Mather razvila kao kreativnu ideju za UN Women, koristila je originalna Google pretraživanja kako bi otkrila rasprostranjenu rasprostranjenost seksizma i diskriminacije žena Oglasi su sadržavali lica četiri žene i njihova bi usta trebala biti Googleovi prijedlozi za automatsko pretraživanje. Svi su prijedlozi bili seksistički ili mizogini. Slična je kampanja vođena i za podizanje svijesti o pravima homoseksualaca.
Također, krajem 2013., UN Women pokrenule su ustavnu bazu podataka koja ispituje ustave kroz rodnu perspektivu. Prva ove vrste, ova baza podataka preslikava načela i pravila koja jamče, negiraju ili štite prava žena i djevojaka širom svijeta. Ovaj alat za aktivistkinje za ravnopravnost spolova i ljudska prava ažurira se svake godine i može pretraživati te pruža sveobuhvatan pregled trenutnog statusa odredbi relevantnih za ženska prava i ravnopravnost spolova u različitim zemljama svijeta. Korisnici mogu pretraživati bazu podataka po ključnim riječima, a zakonske odredbe grupirane su u 16 kategorija koje su pažljivo definirane pregledom ustava iz perspektive ljudskih prava.
UN Women jedna je od vodećih agencija u koordinaciji događaja povodom Međunarodnog dana žena kao i Povjerenstvo za položaj žena.
Godina 2015. označila je niz značajnih prekretnica, poput 20. obljetnice Četvrte svjetske konferencije o ženama i usvajanja Pekinške deklaracije i Platforme za djelovanje koja je bila u središtu pozornosti 59. sjednice Povjerenstva o Status žena (CSW59) od 9. do 20. ožujka 2015. gdje su globalni čelnici analizirali napredak i preostale izazove u provedbi ovog značajnog sporazuma o ravnopravnosti spolova i pravima žena. UN Women je imala aktivnu ulogu u velikim međuvladinim pregovorima i procesima, uključujući Konferenciju o financiranju razvoja u Adis Abebi u srpnju 2015. čiji je ishod bio snažan zbog potrebe da se financira ravnopravnost spolova na odgovarajući način i uključi u razvojno planiranje, kao kao i pregovori i uspješno usvajanje nove razvojne agende za razdoblje nakon 2015. 25. rujna 2015. Novi globalni razvoj Plan uključuje samostalan cilj o ravnopravnosti spolova i osnaživanje žena (održivi razvoj cilj 5), i mainstreams ovih prioriteta tijekom svih 17 golova.

## Ciljevi
UN Women je ovlaštena za:
- podržati međuvladina tijela, poput Komisije za položaj žena, u njihovom oblikovanju politika, globalnih standarda i normi
- pomoći državama članicama UN-a u provedbi gore navedenih standarda, spremne pružiti odgovarajuću tehničku i financijsku podršku zemljama koje to zatraže i uspostaviti učinkovito partnerstvo s civilnim društvom
- omogućiti državama članicama da sustav UN-a smatraju odgovornim za svoje obveze o ravnopravnosti spolova, uključujući redovito praćenje napretka u cijelom sustavu